# Thomas Brothers TA Tractor
Thomas Brothers TA Tractor (Model 10 ATH) – trzeci samolot zaprojektowany i zbudowany w zakładach Thomas Brothers Company w 1912 jako rozwinięcie drugiego samolotu tej firmy Thomas Brothers TA. W odróżnieniu od dwóch pierwszych samolotów z silnikiem pchających, model TA miał silnik ze śmigłem ciągnącym, miał on jednak gorsze osiągi od powstałych wcześniej samolotów.

## Tło historyczne
W 1910 William T. Thomas pracując w stodole w Hammondsport zbudował swój pierwszy samolot znany po prostu jako Biplane. Później w 1910 założona przez niego i jego brata Olivera Thomasa firma Thomas Brothers Company przeniosła się do Bath, gdzie bracia kontynuowali prace nad nowymi konstrukcjami.  Drugim samolotem zaprojektowanym i zbudowanym przez nich był model TA będący udoskonaloną wersją Biplane'a, trzecim był model TA Tractor.

## Opis konstrukcji
Thomas Brothers TA Tractor był dwupłatowym samolotem z silnikiem w konfiguracji ciągnącej.  Samolot był wyposażony w dwukołowe podwozie stałe lub jeden duży pływak pod kadłubem i dwa mniejsze pod skrzydłami, wymiana podwozia zajmowała około 10 minut. Z zachowanych dokumentów nie jest jasnem czy była to zupełnie nowa konstrukcjam czy jedynie czasowo przebudowany model TA.
Napęd samolotu stanowił sześciocylindrowy 50-konny silnik lotniczy produkowany przez mieszczącą się także w Bath firmę Kirkham Motor and Manufacturing Company.

## Historia
Samolot został skonstruowany w 1912, nie wiadomo, czy była to zupełnie nowa konstrukcja, czy też był to czasowo przebudowany model TA, najprawdopodobniej używał takich samych skrzydeł i taki sam silnik jak poprzednia konstrukcja. Samolot miał gorsze osiągi od jego poprzednika, następne konstrukcje Thomas Brothers (z wyjątkiem powstałego następnie Thomas Monoplane) powróciły do konfiguracji z silnikiem pchającym.